# 山本加津彦
山本 加津彦（やまもと かつひこ、1979年7月17日 - ）は、日本のソングライター、編曲家、ピアニスト。
海外、国内のアーティストとの楽曲制作、映画、テレビ、CM、学校訪問、広島や福島での社会活動などを行なっている。ソニー・ミュージックパブリッシング所属。

## 受賞歴
2017年、「日本有線大賞」優秀賞、「日本レコード大賞」優秀作品賞。2018年も同様に、「日本レコード大賞」優秀作品賞を受賞。

## 略歴
大阪府立泉北高等学校、上智大学文学部新聞学科卒業。中学・高校はバスケットボールに明け暮れ、音楽とは無縁の生活を送る。19歳の頃、地元のレストランで、ジョン・レノンの「Love」のピアノ演奏を聴いて感銘を受け、アルバイト代でカシオトーンを購入。楽譜も読めずピアノも弾けない全くの素人の状態から、独学で音楽を始める。
大学で上京し、「ヒューマンロスト」のスタッフを始め「SOIL&"PIMP"SESSIONS」の丈青に師事。音楽の修行に励む。また、自身がリーダーを務めるバンド「Ao-Neko」を結成し、各地でライブ活動を展開。
2007年よりソニー・ミュージックパブリッシングと契約、本格的に作詞・作曲家としての活動を開始。
2008年、ふくい舞の「アイのうた」が、TBS系ドラマ「恋空」の主題歌に採用され、着うた配信ダウンロード数が150万ダウンロードを超えると共に、第50回日本レコード大賞新人賞受賞曲、第41回日本有線大賞新人賞受賞曲、ベストヒット歌謡祭2008新人アーティスト賞受賞曲となる。
2017年、西野カナの「手をつなぐ理由」で、日本有線大賞優秀賞、日本レコード大賞優秀作品賞を受賞。また、2018年、西野カナの「Bedtime Story」でも同様に、日本レコード大賞優秀作品賞を受賞している。
現在では、日本だけでなく、アメリカ、カナダ、ヨーロッパの作家との楽曲制作や、台湾や韓国のアジアの歌手への楽曲提供も行う。
また、全国各地での演奏や、学校訪問での子供達との卒業曲の制作、広島や福島での社会活動など、その活動は多岐にわたっている。

## 作品
- Alice
  - 「Laugh」（作詞・作曲・編曲・ピアノ）
- イ・ドンゴン
  - 「ツキアカリ」（作詞・作曲）
  - 「会いに行くよ」（作曲）
  - 「Biography」（作曲）
  - 「Your Song」（作詞）
- AKB48
  - 「涙のせいじゃない」（作曲）
  - 「Bガーデン」（作曲）
  - 「また あなたのことを考えてた」（作曲）
  - 「誕生日TANGO」（作曲・編曲）
- HKT48
  - 「今がイチバン」（作曲）
- NMB48
  - 「奥歯」（作曲）
- 遠藤舞
  - 「キンモクセイ」（作詞・作曲）
- 大原櫻子
  - 「同級生」（作詞・作曲）
- 加藤登紀子
  - 「広島 愛の川」（作曲）
- KAT-TUN
  - 「BREAK UR CAGE」（共作曲）（丸谷マナブ、Command Freaksと共作）
- クリス・ハート
  - 「ゆいざくら」（作詞・作曲・編曲）
- CHEMISTRY
  - 「恋する雪 愛する空」（作曲）
  - 「ココロとコトバ」（作曲）
- 欅坂46
  - 「ゼンマイ仕掛けの夢」（作曲）
- 倖田來未
  - 「What's up」（作曲）
  - 「100のコドク達へ」（作曲）
- 佐々木彩夏（ももいろクローバーZ）
  - 「Girls Meeting」（作詞・作曲・編曲）（アルバム「A-rin Assort」M3）
  - 「空でも虹でも星でもない」（作詞・作曲）（アルバム「A-rin Assort」M15）
  - 「A-rin Kingdom」（作詞・作曲・編曲）
- JY（KARA）
  - 「最後のサヨナラ」（作詞・作曲）（日本テレビドラマ「ヒガンバナ〜警視庁捜査七課〜」主題歌）
  - 「好きな人がいること」（共作詞・作曲）（作詞はJYと共作）（フジテレビ月9ドラマ「好きな人がいること」主題歌）
  - 「恋をしていたこと」（共作詞・作曲）（作詞はJYと共作）
  - 「フェイク」（作曲）
  - 「女子モドキ」（作詞・作曲） （フジテレビ木10ドラマ「人は見た目が100パーセント」主題歌）
  - 「Secret Crush〜恋やめられない〜」（共作詞）（映画「リベンジガール」）
  - 「涙の理由」（作詞・作曲）（映画「私の人生なのに」）
  - 「星が降る前に」（作曲）（作詞は岩井俊二）
- Ji ma ma
  - 「風便り」（作曲）
- JUJU
  - 「空」（作詞・作曲）（映画「しあわせのかおり」主題歌）
- SixTONES
  - 「雨」（作詞・共作曲）
- 手嶌葵
  - 「赤い糸」（作詞・作曲）（NHKドラマ「女の中にいる他人」主題歌）
- 東方神起
  - 「I love you」（作詞・作曲・編曲・ピアノ）
  - 「愛をもっと」（作詞・作曲・編曲・ピアノ）
  - 「シアワセ色の花」（作詞・作曲・編曲・ピアノ）
  - 「サクラミチ」（作詞・作曲・編曲・ピアノ）（東海テレビドラマ「花嫁のれん」主題歌）
  - 「君のいない夜」（作詞・作曲・編曲・ピアノ）
  - 「UTSUROI」（作詞・作曲）
- 堂珍嘉邦（CHEMISTRY)
  - 「OKOKO」（作曲・共編曲）（編曲は丸谷マナブと共作）
  - 「Hey!Mr.」（共作詞・共作曲・編曲）（作詞・作曲は堂珍と共作）
  - 「お利口ランナー」（共作詞・共作曲・編曲）（作詞・作曲は堂珍と共作）
- 夏川りみ
  - 「愛する人へ」（作詞・作曲）
- 浪江女子発組合　
  - 「いつかまた浪江の空を」（作詞・作曲・編曲）（アルバム「花咲む」M8）（作詞は牛来美佳と共作）（浪江町在住牛来美佳の同名の曲のカバー）
- 西野カナ
  - 「パッ」（作曲・共編曲）（編曲はNaoki Itai (MUSIC FOR MUSIC)と共作）
  - 「手をつなぐ理由」（作詞・作曲・編曲）「日本有線大賞」優秀賞、「日本レコード大賞」優秀作品賞　（作詞は西野カナと共作）（編曲はNaoki Itai (MUSIC FOR MUSIC)と共作）
  - 「Bedtime Story」（作曲）（作詞は西野カナ）「日本レコード大賞」優秀作品賞（映画「3D彼女 リアルガール」主題歌）
- 乃木坂46
  - 「せっかちなかたつむり」（作曲）
  - 「ショパンの嘘つき」（作曲・編曲）
  - 「もしも心が透明なら」（作曲・共編曲）（編曲は千葉"naotyu-"直樹と共作）
  - 「羊飼いよ」（作曲・編曲）
- 林部智史
  - 「晴れた日に、空を見上げて」（作詞・作曲）（テレ朝ドラマ「就活家族　〜きっとうまくいく〜」主題歌）
- 日向坂46
  - 「線香花火が消えるまで」（作曲・編曲）
- ヒューマンロスト
  - 「雲の波」（編曲）
- Be Choir
  - 「With You」（作詞・作曲・編曲・キーボード）
- ふくい舞
  - 「アイのうた」（作詞・作曲）
  - 「Promise You」（作詞・作曲）
  - 「青い絵」（作詞・作曲）
  - 「If」（作詞・作曲）
  - 「優しい花」（作詞・作曲）
- yu-yu
  - 「名もなき花のように」（作曲）
- 汪小敏
  - 「專屬寶座」（作曲）
- 王心凌（シンディー・ワン）
  - 「絶配」（作曲）
  - 「你在哪裡」（作曲）

### 映画
- しあわせのかおり（主演：中谷美紀）（主題歌「空」作詞作曲）
- リベンジガール（主演：桐谷美玲）（主題歌「Secret Crush〜恋はやめられない〜」共作詞）
- 私の人生なのに（主演：知英）（劇中音楽／主題歌「涙の理由」作詞作曲）
- 3D彼女 リアルガール（主演：中条あゆみ）（主題歌「Bedtime Story」（作曲））

### その他
- NHK「趣味悠々 秋元康にっぽん作詞紀行」テーマ音楽
- コカ・コーラ「未来への夢　はじめよう」夢応援テーマソング
- 東京大学駒場祭テーマソング
- 「ナノブロック」（カワダ）CMソング（歌は、王心凌：シンディー・ワン）

など